# Ivo Jerolimov (mlađi)
Ivo Jerolimov, mlađi (Preko 30. ožujka 1958.) hrvatski nogometaš i reprezentativac, obrambeni igrač (centarhalf u Rijeci) i napadač u Hajduku. Profesionalnu karijeru započinje u Rijeci 1978. u koju je došao iz Nehaja iz Senja (1976. – 1977.), a u Hajduk dolazi 1982. da bi do 1987. za njega odigrao 150 utakmica i postigao 26 golova. Prvi nastup za Hajduk imao je 15. kolovoza 1982. protiv Veleža u Splitu (1:1), a nastupa u početnom sastavu.
Za Rijeku nastupa s ekipom koja osvaja dva trofeja, Kup maršala Tita 1977./78. i 1978./79., a u Hajduk već dolazi kao reprezentativac, s kojim opet osvaja Kup maršala Tita 1983./84. i 1986./87.
Svoju nogometnu karijeru završava u belgijskom klubu Cercle Brugge SV (1987. – 1989). Za reprezentaciju Jugoslavije nastupio je na šest utakmica.
Statistika u Hajduku
| Natjecanje        | Nastupi | Zgoditci |
| ----------------- | ------- | -------- |
| Prvenstvo         | 70      | 12       |
| Kup               | 11      | 4        |
| Superkup          | 0       | 0        |
| Međunarodne       | 21      | 5        |
| Splitski podsavez | 0       | 0        |
| Ukupno            | 102     | 21       |
| Prijateljske      | 48      | 5        |
| Sveukupno         | 150     | 26       |